# Bluebanddorp

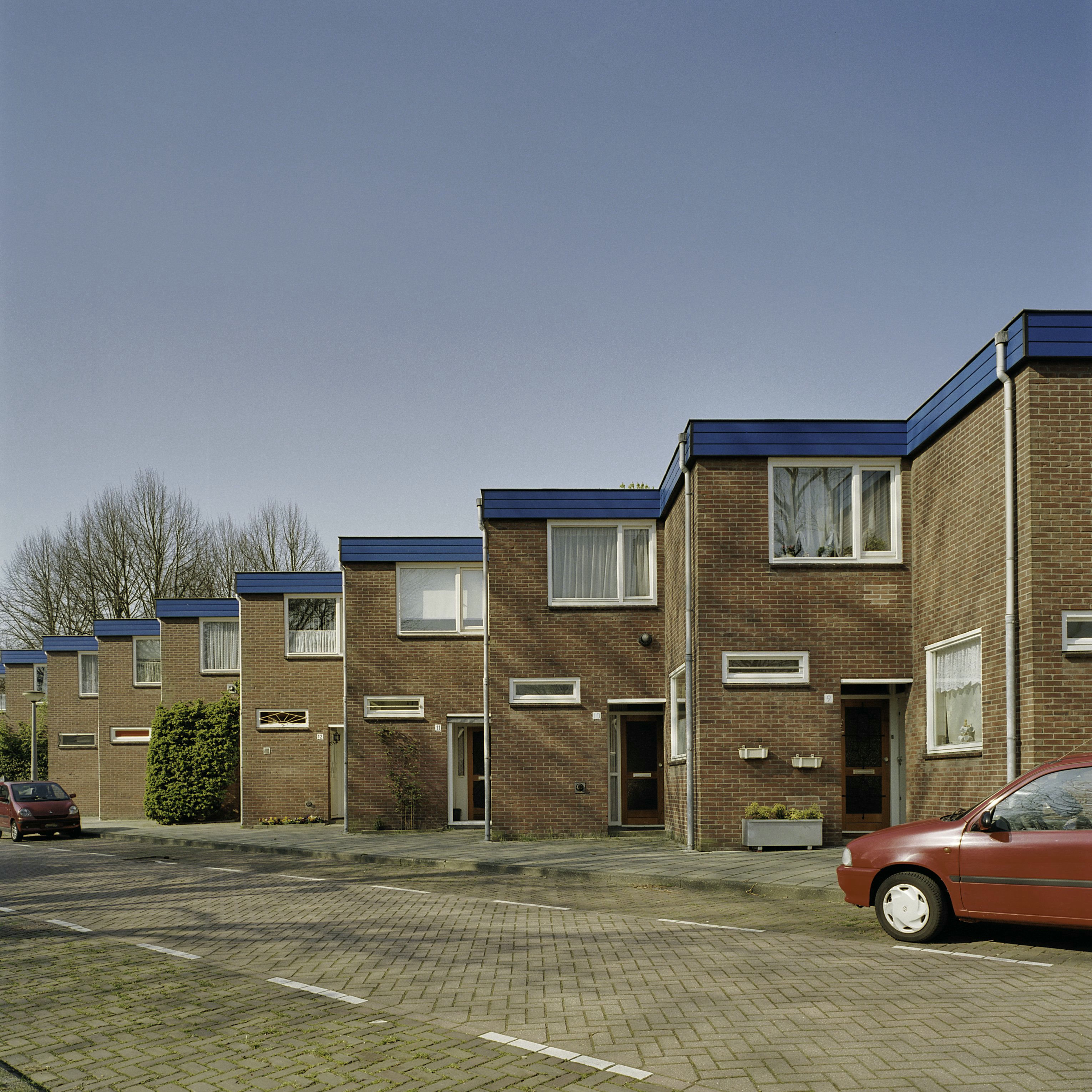
Zaagtandwoningen in Bluebanddorp bestaande uit L-vormige woonblokken met overhoeks geplaatste eengezinswoningen.

Het Bluebanddorp is een buurt met laagbouwwoningen in Slotervaart, Amsterdam Nieuw-West, gelegen tussen de Johan Huizingalaan, Pieter Calandlaan, Ringspoorbaan en de Slotervaart.
De naam van de buurt is in de volksmond ontleend aan margarinemerk Blue Band, geïnspireerd op de blauwe daklijsten van de huizen. De huizen zijn ook bekend als 'Zaagtandwoningen', dit omdat de huizen verspringende voorgevels hebben, in de vorm van een zaagtand.
Het ontwerp is van architect Frans van Gool. Hij ontwierp voor de Zaagtandwoningen een experimentele plattegrond met een gedraaide entreepartij. Hierdoor vormden de voorgevels van een blok een zigzaglijn. De woningen zijn gebouwd in 1959.
Het complex omvat 299 laagbouwwoningen verdeeld over vijf stempels rondom gemeenschappelijke hoven. Ieder stempel bestaat uit twee L-vormige haken rond een hof.
Sinds 2008 is Bluebanddorp een gemeentelijk monument.